# Trójgeneracja

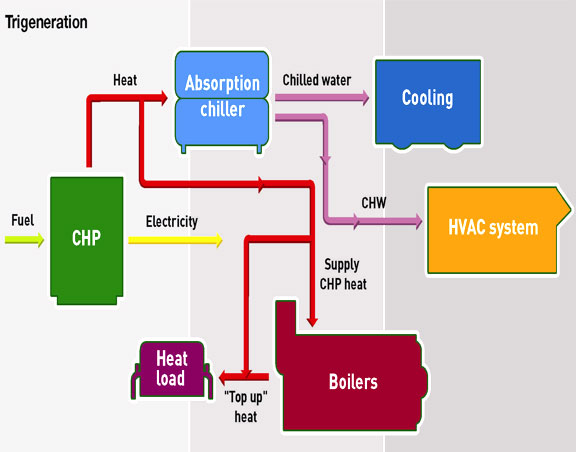
Schemat Trójgeneracji

Trójgeneracja (także trigeneracja) jest to skojarzone technologicznie wytwarzanie energii cieplnej, mechanicznej (lub elektrycznej) oraz chłodu użytkowego, mające na celu zmniejszenie ilości i kosztu energii pierwotnej niezbędnej do wytworzenia każdej z tych form energii odrębnie. W systemach ciepłowniczych, w okresie letnim, poprawia ekonomiczność produkcji energii elektrycznej w skojarzeniu z ciepłem przy niskim zapotrzebowaniu odbiorców na energię cieplną i istniejącym zapotrzebowaniu na chłód użytkowy. 
Moduł kogeneracyjny (z ang. CHP czyli Combined Heat and Power) jest to silnik tłokowy zasilany wysokometanowym paliwem gazowym (gazem ziemnym).  
Zastosowanie trójgeneracji umożliwia zamianę energii pierwotnej (np. z gazu ziemnego), na trzy energie wtórne stosowane razem: 
- Energię cieplną - cechą każdego silnika jest to, że podczas pracy się nagrzewa. Aby utrzymać odpowiednią temperaturę należy zastosować układ chłodzenia. Ciepło odebrane przez układ chłodzenia silnika jest następnie wykorzystywane do podgrzewania, np. wody. Innym źródłem ciepła generowanym przez moduł kogeneracyjny są gorące spaliny powstające na skutek spalania paliwa gazowego. W zależności od typu zastosowanego układu ich temperatura może wynosić od 300 do 500ºC. Zarówno ciepło odebrane przez układ chłodzenia silnika, jak i ciepło zawarte w gorących spalinach wykorzystane może być do podgrzewania wody. W okresach zimowych gorąca woda wykorzystywana jest na potrzeby ciepłej wody użytkowej (c.w.u.) oraz centralnego ogrzewania (c.o.). Ciepło może być też wykorzystywane do ogrzewania, suszenia, ogrzewania szklarni, basenów, ciepłej wody, procesów przemysłowych, wykorzystywanych do chłodzenia żywności, wody lodowej do klimatyzatora. Chłód produkowany jest z ciepła odpadowego w chłodnicy absorpcyjnej. W okresach letnich wyprodukowana gorąca woda zasila drugie główne urządzenie wchodzące w skład systemu trójgeneracji, którym jest absorpcyjny agregat wody lodowej (z ang. absorption chiller). Jego podstawową zaletą jest bardzo niski pobór energii elektrycznej, bardzo długa żywotność oraz możliwość zagospodarowania ciepła pochodzącego z modułu kogeneracyjnego. Podstawowym zadaniem agregatu absorpcyjnego jest produkcja tzw. wody lodowej, a więc zimnej wody o odpowiednio niskiej temperaturze(6-14ºC). Wyprodukowana woda lodowa jest następnie kierowana do systemu klimatyzacyjnego utrzymującego odpowiednią temperaturę w pomieszczeniach.

- Energię elektryczną - wytwarzana w silniku energia mechaniczna zamieniana jest przez generator prądotwórczy (połączony z silnikiem za pomocą sprzęgła) + prądnicy (prądu stałego) lub + alternatora (AC) z odpowiednim napięciem podniesionym przez transformator na energię elektryczną
- Energię mechaniczną (ruch liniowy lub ruch obrotowy przekazywany do jednej lub więcej maszyn)

Zastosowanie trójgeneracji jest korzystne dla jednostek wymagających jednocześnie trzech rodzajów energii (na przykład w szpitalach). Trójgeneracja pozwala na zrównoważenie zapotrzebowania na energię elektryczną i ciepło w okresie letnim i w konsekwencji zapobiega potencjalnemu załamaniu się dostaw energii elektrycznej (tzw. blackout) w upalne dni.
Jest technologicznym rozszerzeniem kogeneracji.

## Zastosowanie w Polsce
- Wrocławski Park Technologiczny[1]
- biurowiec przy ul. Kruczkowskiego 2 i "apartamenty Na Powiślu" w Warszawie[2]
- GPP Business Park na terenie Górnośląskiego Parku Przemysłowego w Katowicach[3]
- Zakłady Clinico Medical w Błoniu[4]